# Irina Malkowa
Irina Konstantinowna Malkowa (ros. Ирина Константиновна Малькова; ur. 5 stycznia 1989 w Moskwie) – rosyjska siatkarka, grająca na pozycji środkowej. Od sezonu 2020/2021 występuje w rumuńskiej drużynie CS Volei Alba-Blaj.

## Sukcesy klubowe
Liga Mistrzyń:
- 2014[1]

Mistrzostwo Rosji:
- 2014[2], 2015

Klubowe Mistrzostwa Świata:
- 2014[3]
- 2017

Superpuchar Szwajcarii:
- 2016

Puchar Szwajcarii:
- 2017

Mistrzostwo Szwajcarii:
- 2017

Puchar Rumunii:
- 2021

Puchar Challenge:
- 2021

Mistrzostwo Rumunii:
- 2021

## Sukcesy reprezentacyjne
Letnia Uniwersjada:
- 2015